# Épée de Gilling
L'épée de Gilling (Gilling sword en anglais) est une arme anglo-saxonne du IXe siècle. Découverte en 1976 à Gilling West, dans le Yorkshire du Nord, elle est exposée au Yorkshire Museum.

## Histoire
L'épée de Gilling est découverte le 9 avril 1976 par Garry Fridd, un enfant de neuf ans. Alors qu'il joue près du pont qui enjambe le Gilling Beck, un ruisseau traversant le village de Gilling West, il aperçoit un objet métallique près de la berge qui se trouve être une épée. C'est probablement les travaux de curage du ruisseau effectués plus tôt la même année par une excavatrice qui l'ont ramenée à la surface,.
L'enquête du coroner détermine que l'épée n'est pas un trésor au sens juridique et qu'elle est donc la propriété de son inventeur. Garry Fridd reçoit un badge de l'émission de télévision Blue Peter pour sa découverte. L'épée est mise aux enchères en 1977 et acquise par le Yorkshire Museum d'York. Après avoir été nettoyée et restaurée par les experts du British Museum, elle intègre la collection permanente du Yorkshire Museum sous la cote YORYM : 1977.51,.

## Description
L'épée mesure 838 mm de long, avec une lame en fer à double tranchant de 700 mm de long. Cette lame est à double tranchant et présente une gouttière peu profonde des deux côtés. La garde est courte et incurvée vers le haut. Le matériau constituant la poignée a disparu et il n'en subsiste que les décorations : cinq bandes d'argent portant des motifs géométriques et végétaux dans le style de Trewhiddle (en). Le pommeau trilobé porte lui aussi des décorations en argent,.

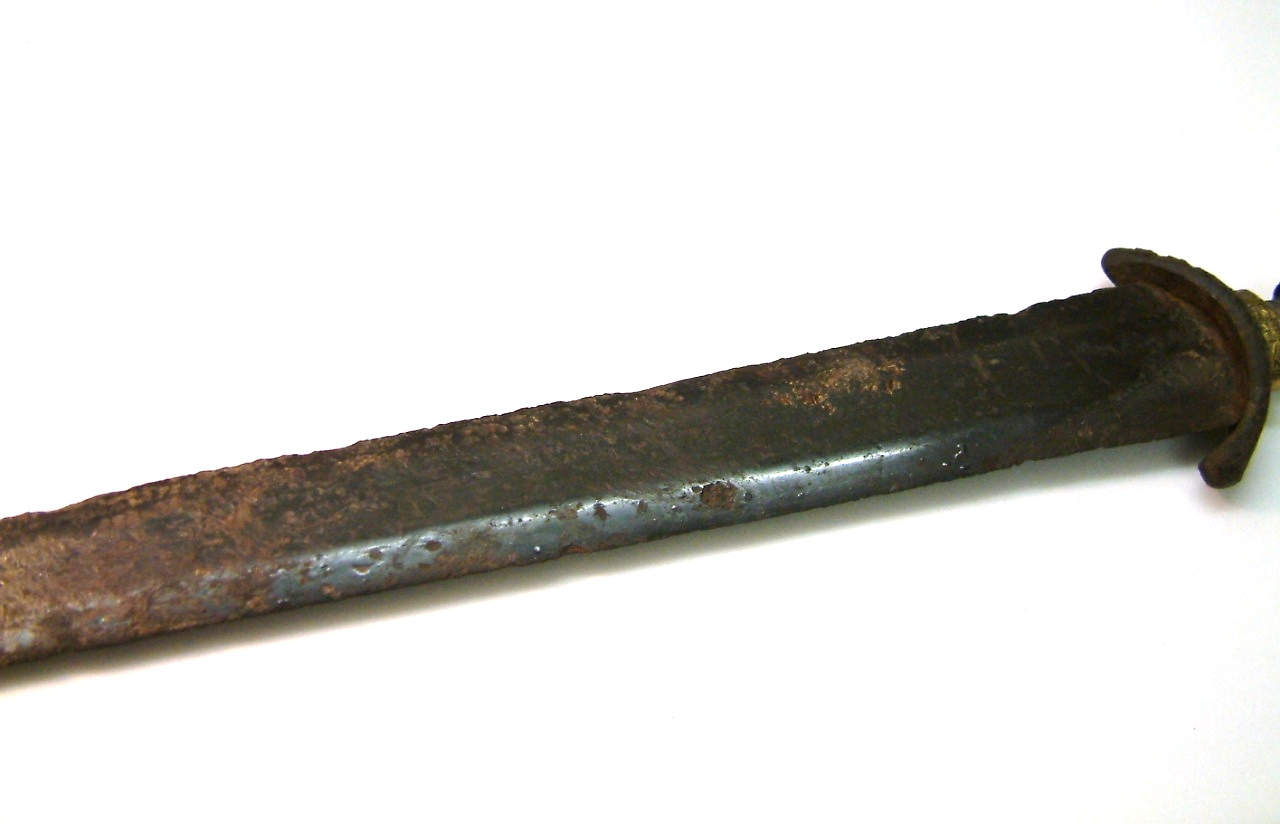
La lame.
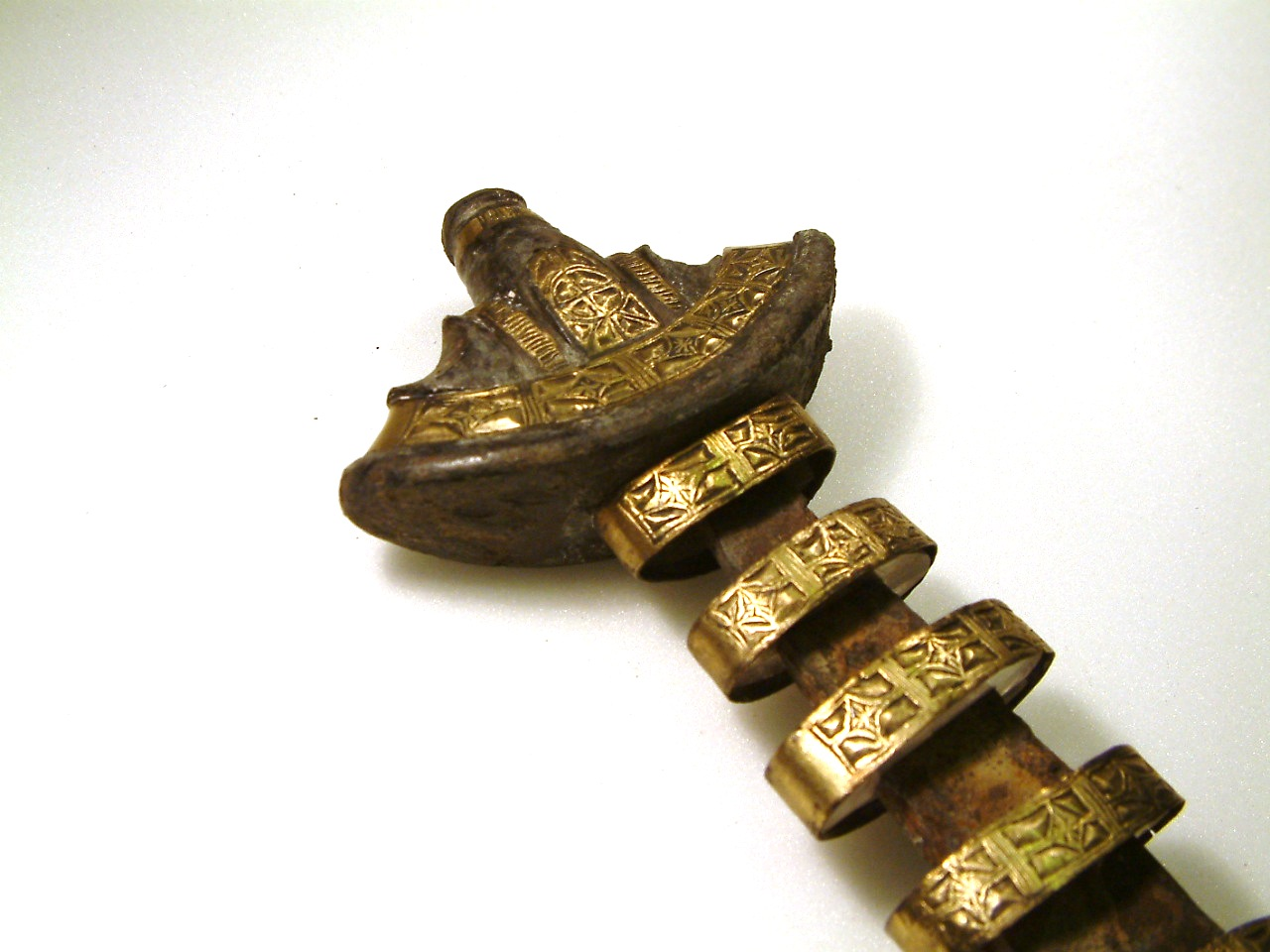
La garde et le pommeau.

## Classification
La garde incurvée et le pommeau trilobé de l'épée de Gilling la rattachent au type L de la typologie des épées de l'âge des Vikings proposée par l'archéologue norvégien Jan Petersen (en).